# Kevin Murphy (acteur)

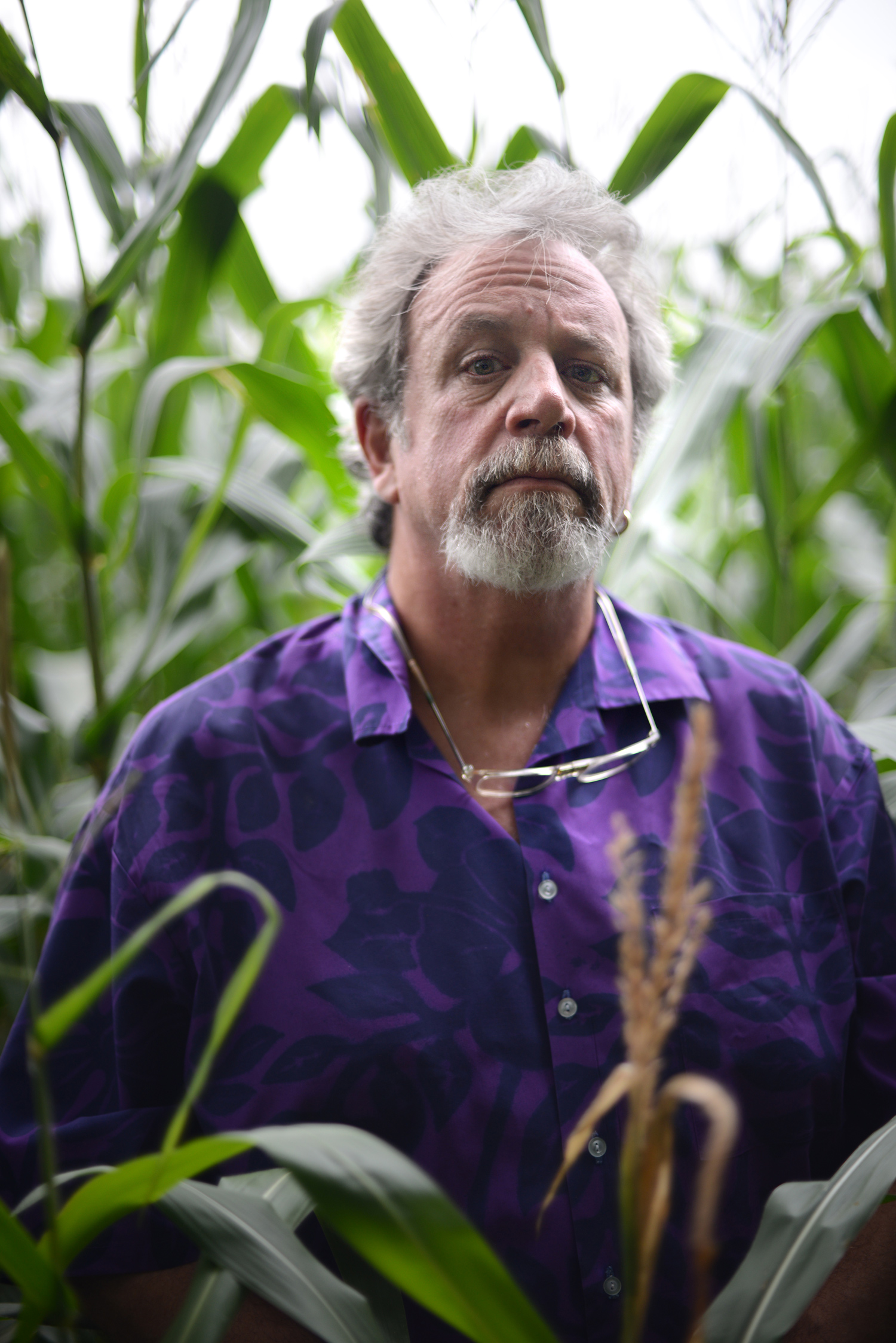
Kevin Murphy in 2012

Kevin Wagner Murphy (River Forest (Illinois), Verenigde Staten, 3 november 1956) is een Amerikaanse acteur en poppenspeler. Hij is vooral bekend van zijn werk bij de televisieserie Mystery Science Theater 3000 (MST3K).
Kevin begon zijn werk bij MST3K als schrijver. Vanaf seizoen 2 speelde en bediende hij de robot Tom Servo. Kort nadat hij Tom Servo’s rol overnam zond een anonieme kijker van de serie hem een grote banner met daarop de tekst "I HATE TOM SERVO'S NEW VOICE" (ik haat Tom Servo’s nieuwe stem). Kevin nam het nogal licht op, en hing de banner zelfs een jaar lang in zijn kantoor. In de laatste drie jaar van de serie speelde hij ook het personage Professor Bobo.
Toen MST3K afgelopen was, richtte Murphy zich op andere werken. In 2001 bezocht hij het hele jaar elke dag een film, en schreef hierover een boek getiteld A Year at the Movies: One Man's Filmgoing Odyssey (ISBN 0-06-093786-6). Hij bezocht zowel kleine bioscopen als grote filmcomplexen.
Murphy heeft een B.A. in journalistiek, en een M.A. in regie voor toneel en film, beide behaald aan de University of Wisconsin–Madison. Murphy woont tegenwoordig in het Minneapolis-St. Paul gebied met zijn vrouw Jane.
Sinds 2006 is Kevin lid van het comedyteam The Film Crew.